# Eremocaulon aureofimbriatum
Eremocaulon aureofimbriatum là một loài thực vật có hoa trong họ Hòa thảo. Loài này được Soderstr. & Londoño mô tả khoa học đầu tiên năm 1987.